# Соломонова Острва на Светском првенству у атлетици на отвореном 2017.
Соломонова Острва су учествовала на Светском првенству у атлетици на отвореном 2017. одржаном у Лондону од 4. до 13. августа, тринаести пут. Репрезентацију Соломонских Острва представљао је један атлетичар који се такмичио у трци на 100 метара.,.
На овом првенству Соломонова Острва нису освојила ниједну медаљу. Оборен је само један лични рекорд.

## Учесници
Мушкарци:
- Paul Ma'unikeni — 100 м

## Резултати

### Мушкарци
| Атлетичар       | Дисциплина | Лични рекорд | Предтакмичење | Предтакмичење | Квалификације        | Квалификације        | Полуфинале           | Полуфинале           | Финале               | Финале       | Детаљи |
| Атлетичар       | Дисциплина | Лични рекорд | Резултат      | Место         | Резултат             | Место                | Резултат             | Место                | Резултат             | Место        | Детаљи |
| --------------- | ---------- | ------------ | ------------- | ------------- | -------------------- | -------------------- | -------------------- | -------------------- | -------------------- | ------------ | ------ |
| Paul Ma'unikeni | 100 м      | 11,52        | 11,31 ЛР      | 7. у гр 3     | Није се квалификовао | Није се квалификовао | Није се квалификовао | Није се квалификовао | Није се квалификовао | 52 / 58 (62) |        |